# 髙橋美由紀
髙橋 美由紀（たかはし みゆき、2月18日 - ）は、日本の漫画家。埼玉県所沢市出身。

## 概要
おもに秋田書店が発行する少女漫画雑誌に作品を発表。
これまでに手がけた作品のいくつかはイメージアルバム化やドラマCD化されている。『悪魔の黙示録』はドラマCD化およびイメージアルバム化。『天を見つめて地の底で』と『エル』についてはイメージアルバム化。『9番目のムサシ』はドラマCD化された後、東海ラジオにてラジオドラマ化放送された。
中村純子、手代木史織、たけざわ光、わたなべ純子など、漫画家としてプロデビューしたアシスタント出身者がいる。

### デビュー当時・少年漫画誌時代
中学時代に出会った少女漫画に衝撃を受け漫画家になることを決意。
学業の傍ら少女漫画を描き上げ出版社への持ち込みを開始するも、ごく普通の学生生活への憧れも強かった為、都内の大学へ進学した。
卒業後、都内でOL生活を開始。
その頃、知人に誘われ講談社の『週刊少年マガジン』編集部に人生初の少年誌向けコメディ漫画を持ち込むことになる。OLをやりながら描き上げた作品「愛しのカミラ」が第27回週刊少年マガジン新人漫画賞で入選し『週刊少年マガジン4月30日増刊号』に掲載され好評を得た。
その後、『週刊少年マガジン』が1982年45号から始めた3週連続エキサイティング新連載という企画の2週目にあたる46号から同作品の連載が開始され、念願だったプロ漫画家としての第一歩を記した。しかし、シリアスでロマンティックな少女漫画を描きたいと願っていたのに、少年誌にギャグ漫画を描くという理想と現実のギャップが待ち受けており、開始直後はOLとの二重生活で時間が足りないため、昼休みに喫茶店で描いてウェイターに不審がられまくり、ピンチになると家族総出（両親と中1の弟）が臨時のアシスタントと化して手伝ってくれた。
『愛しのカミラ』の連載を終えた後、マガジン編集部からの要請により次作の制作にとりかかる。しかし、少女漫画を描きたいという元々の夢を諦められず、次作を描き上げるも今後の進路については迷っていた。多忙だった週刊誌連載が大変だったこともあり、しばらく漫画から離れることを決めた。後に少女漫画誌での仕事を開始するまでの期間、ごく普通の生活を送りながらも依頼を受ければ漫画を描くという日々を過ごしていた。この時期に描いた作品として、『月刊少年チャンピオン』誌への読み切り作品や描き下ろし漫画（『クラッシュ伝説』上下巻・池田書店刊）、JICC出版局（現宝島社）が刊行した『週刊少年宝島』誌での連載などがあり、少年漫画誌系での仕事ばかりであった。

### 少女漫画誌時代
その頃、朝日ソノラマが出版した『月刊ハロウィン』誌を皮切りに、ホラー誌ブームが起きており、さまざまな出版社から多くのホラー漫画誌が刊行されていた。
初期アシスタントチーフであり漫画家として独立していた一丸正信からの紹介で、マガジンボックス社から不定期刊行されていたホラー系少女漫画誌『パンドラ』へ短編作品「闇よりの」を執筆することとなる。マガジン出身であることから、いきなり2色カラーでの依頼となった。後に『天を見つめて地の底で』のコミックスに収録されている。
これが好評につき引き続き短編作品の依頼を受け制作されたのが『天を見つめて地の底で』第1話である。それがさらに好評を得たことで『パンドラ』誌唯一の連載作品として掲載されることとなり、同誌の売り上げも右肩上がりとなったため、不定期刊行だった『パンドラ』誌は完全な月刊誌としての地位を確立することとなった。
『天を見つめて地の底で』は、コミックス化を望む声が多かった。しかし、マガジンボックス社には単行本レーベルが存在しなかったため、急遽総集編形式で1冊にまとめたムックが出版されるに至った。
その連載中に、新創刊されて間もなかった秋田書店初のホラー系少女漫画誌『サスペリア』からの依頼に応じて執筆したのが『悪魔の黙示録』である。
当初「3話だけやりましょう」というスタートだったが、第1話目から好評価を受け結果的に約16年もの長期連載作品になった。『天を見つめて地の底で』『悪魔の黙示録』の2作品の毎月同時連載を順調にこなしていた頃、秋田書店・ひとみ編集部から執筆依頼を受けスタートしたのが『牙の血族』と、後に『夢幻奇談』シリーズとしてコミックス化された「短編読み切り作品」である。両作品を交互に隔月連載することとなり月産100ページを超えることもしばしばであり、一層多忙な毎日となった。この頃の作画スピードで、50ページ真っ白な状態から17時間で完成させたという記録を持っている。『ひとみ』誌が休刊し『牙の血族』は未完のまま連載を終えた。その直後、同じく秋田書店・ボニータ編集部からの依頼を受け執筆したのが『エル』である。それから暫くして、『パンドラ』誌休刊にともない連載を終えていた『天を見つめて地の底で』の復活連載を、秋田書店・サスペリア編集部から新創刊誌『学園ミステリー』での掲載誌を熱望された。本来、他社での掲載作品を移籍させる時は流通の関係などからタイトルの変更が条件となるが、当時の同誌編集長の英断により、タイトルそのままでの連載を再開するという極めて異例の移籍連載がスタートした。
『悪魔の黙示録』『天を見つめて地の底で』『エル』の3作品を連載していた頃、ボニータ増刊号『ボニータspecial』誌から新作読み切り作品の依頼を受ける。これに対し、作者が「格好良い女性を描きたい」と長年構想を温めていた『9番目のムサシ』を執筆して好評価を得たため、直後に秋田書店から新創刊された月刊少女漫画誌『きらら16（セーズ）』への移籍連載が決まった。同誌が休刊となった後は『ミステリーボニータ』誌に移籍して完結となった。『ミステリーボニータ』誌にて、第2シリーズ『9番目のムサシ ミッション・ブルー』、第3シリーズ『9番目のムサシ レッド スクランブル』、第4シリーズ『9番目のムサシ サイレントブラック』を連載した。その後、同誌は2020年（令和2年）2月号から『9番目のムサシ　Ghost & Gray』の連載を開始した。
『サスペリア』誌にて連載中だった『天を見つめて地の底で』は、掲載誌休刊により『ミステリーボニータ』誌へ移籍。これにともないタイトルを『天を見つめて地の底で‐新章‐』に改題し、『ミステリーボニータ』2010年（平成22年）7月号から不定期連載中である。
ボニータ増刊『ボニータDX』誌からの依頼で短期連載されたコメディ作品『イノセントGAME』は、掲載誌休刊により『ミステリーボニータ』誌へ移籍。これにともないタイトルを『イノセントGAME 巴伝』に改題し、不定期連載中。

## 単行本
- 愛しのカミラ
- 紫さん上!
- クラッシュ伝説（原作：山崎照朝「リングの華戦士」）
- 夢幻奇談シリーズ
- 牙の血族
- 悪魔の黙示録
- 天を見つめて地の底で
  - 天を見つめて地の底で-新章-
- エル
  - エル〜海を守る者〜
- 大和妖神録
- 9番目のムサシ
  - 9番目のムサシ ミッション・ブルー
  - 9番目のムサシ レッド スクランブル
  - 9番目のムサシ サイレントブラック
  - 9番目のムサシ ゴースト アンド グレイ - 連載中
- 高橋美由紀selection1998
- イノセントGAME2000
  - イノセントGAME 巴伝
- ラスト・ワン・スタンディング
- キルト
  - キルトS（セカンド）
  - キルトT（サード）
- 警告 悪魔の復活
- 鏡の中の闇